# Peter J. Stang

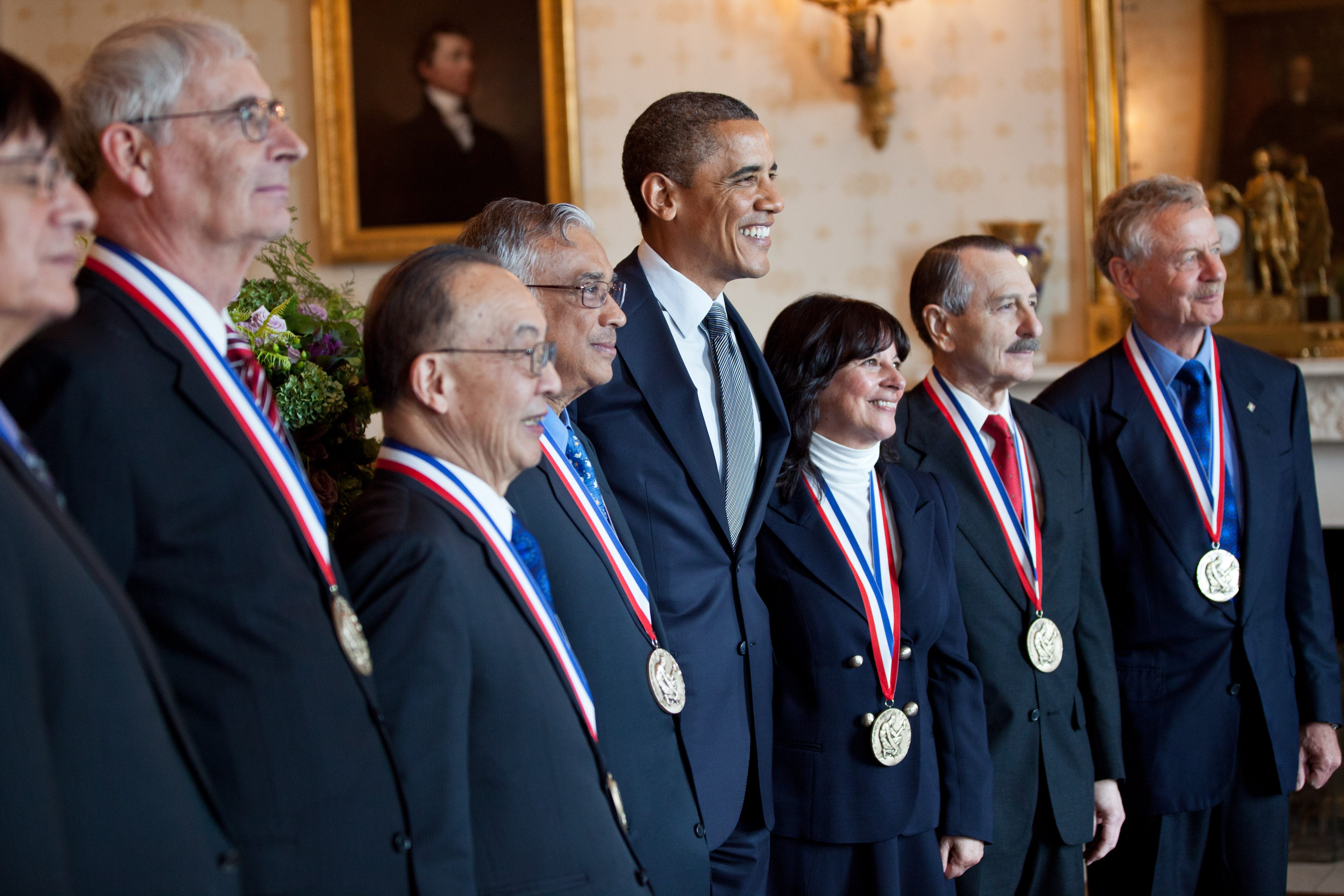
Peter J. Stang (2. von links) mit Barack Obama und den anderen Preisträgern der National Medal of Science des Jahres 2010

Peter John Stang (* 17. November 1941 in Nürnberg) ist ein US-amerikanischer Chemiker.

## Leben und Wirken
Stang erhielt 1963 seinen Bachelor-Abschluss an der DePaul University und wurde 1966 an der University of California, Berkeley bei Andrew Streitwieser promoviert. Ab 1968 war er als Post-Doktorand und Instructor an der Princeton University (bei Paul von Ragué Schleyer), 1969 wurde er Assistant Professor und 1979 Professor an der University of Utah.
Er befasst sich mit Molekül-Architektur und supramolekularer Chemie über Selbst-Zusammenbau (Self Assembly) der Moleküle mit speziellen geometrischen Strukturen (wie Polyeder, Polygone). Unter anderem gelang ihm so die Konstruktion eines molekularen Dodekaeders. Das ultimative Ziel ist der Bau von nanomolekularen Maschinen zum Beispiel für Informationsspeicherung oder Photosynthese. Er veröffentlichte über 400 Arbeiten und hatte über 30 Doktoranden.
Er ist Fellow der National Academy of Sciences, der American Academy of Arts and Sciences, der American Association for the Advancement of Science und auswärtiges Mitglied der Ungarischen Akademie der Wissenschaften und der Chinesischen Akademie der Wissenschaften. Er erhielt mehrfach einen Humboldt-Forschungspreis (1977, 1996, 2010) und ist Ehrendoktor der Lomonossow-Universität (1992) und der Russischen Akademie der Wissenschaften. 1986 und 1997 war er Lady Davis Gastprofessor am Technion und 1989 war er Mendeleev Lecturer in Russland. 1987/88 war er als Fulbright Scholar in Jugoslawien.
2006 erhielt er den Linus Pauling Award, er erhielt den George Olah Award der American Chemical Society (2003), den James Flack Norris Award der ACS (1998), erhielt die Priestley-Medaille (2013) der ACS und 2010 die National Medal of Science. Für 2020 wurde Stang die American Institute of Chemists Gold Medal zugesprochen.
Seit 2002 ist er Herausgeber des Journal of the American Chemical Society (und 1982 bis 1999 Associate Editor) und war 2000/2001 Herausgeber des Journal of Organic Chemistry.
1962 wurde er US-Staatsbürger. Er ist seit 1969 mit Christine Schirmer verheiratet und hat zwei Töchter.

## Schriften
- mit Pierre Laszlo: Organic spectroscopy. Principles and applications. Harper and Row 1971
- Herausgeber mit Diederich, R. Tykwinski: Acetylene chemistry. Chemistry, biology, and material science. Wiley-VCH 2005
- mit anderen: Vinyl Cations. Academic Press 1979
- mit Francois Diederich: Metal-catalyzed cross-coupling reactions. Wiley 1989
- Herausgeber mit Zvi Rappoport: Dicoordinated carbocations. Wiley 1997
- mit Diederich (Herausgeber): Templated organic synthesis. VCH 2000
- Herausgeber mit Diederich: Modern Acetylene Chemistry. VCH 1995